# Escudo de Milán
En el escudo de la ciudad de Milán figura la Cruz de San Jorge, que consiste en una cruz latina de color rojo sobre fondo blanco. Se encuentra timbrado con una corona mural decorada con ocho torres, cinco a la vista (que es la empleada en la heráldica de la mayoría de las ciudades italianas), y rodeado por una  corona formada por una rama de laurel y otra de roble o encina, unidas con una cinta con los colores de la bandera nacional.
Este escudo se encuentra regulado en un Decreto aprobado el 19 de marzo de  1934, en el que también se regula confalón o gonfalón histórico, con la figura de San Ambrosio como elemento central y la bandera comunal compuesta, como el escudo, por la Cruz de San Jorge.
La descripción heráldica o blasonamiento del escudo de la ciudad de Milán es la siguiente:

En un campo de plata, una cruz plena de gules timbrado de una corona mural de ciudad italiana que es un círculo de oro decorado de ocho torres, cinco a la vista,  aclarada y mampostada de sable; el todo rodeado de  una corona de laurel y encina o roble, en su color y encintada de sínople, plata y gules que son de Italia. 

## Historia

Escudo de Armas de los Visconti de Milán mostrando al biscione, una serpiente ingiriendo a un humano (aunque ciertos miembros de la familia consideran actualmente que se muestra un dragón marino por sus interpretaciones originales).

El uso de la Cruz de San Jorge en estandartes y enseñas de la ciudad se remonta al siglo X.  En Milán, como en muchas ciudades  de la Liga Lombarda,  comenzó a utilizarse la Cruz de San Jorge como símbolo heráldico a finales del siglo XII, después del Tratado de Constanza firmado por  el emperador Federico I Barbarroja y las ciudades de la Liga en el año 1183.
En 1395, Gian Galeazzo Visconti, convirtió a Milán en un ducado y se comenzó a utilizar un escudo con las armas de la Casa de Visconti: De plata, un biscione de azur, coronado de oro, comiendo a una persona en su color. En 1450, Milán pasó a estar gobernado por la Casa Sforza que introdujo el blasón familiar – De oro, un águila exployada de sable, lampasada de gules y coronada de oro – en un escudo cuartelado junto a las armas de los Visconti.

Escudo napoleónico de Milán.

Durante la ocupación francesa, se adoptó un nuevo escudo de armas en el que se recuperó la Cruz de San Jorge como elemento central. Además este blasón fue aumentado de un jefe de sínople cargado con la mayúscula N, la inicial de Napoleón, rodeada de tres rosas representadas esquemáticamente.

Escudo del Reino de Lombardía-Venecia.

En las armas del Reino de Lombardía-Venecia (1815–1866) se utilizó, en un escudo cuartelado, el biscione de los Visconti junto al emblema de San Marcos, un león alado, tendido y afrontado que sostiene el Evangelio y que ha sido adoptado como símbolo por la ciudad de Venecia. En escusón, figuraban los blasones dinásticos de la Casa de Habsburgo-Lorena (Ducado de Habsburgo, Archiducado de Austria y Ducado de Lorena). Este conjunto se encontraba situado sobre el pecho del águila bicéfala del Imperio austríaco. En el timbre figuraron la Corona Férrea y, sobre la figura del águila,  la Corona Imperial Austríaca.
Después de la Unificación de Italia se recuperó de nuevo la Cruz de San Jorge. Durante el periodo fascista se volvió a aumentar el escudo con un jefe, pero en este caso fue de gules y cargado de un fasces (utilizado como emblema por el fascismo) que estuvo vigente hasta 1944.

## Escudo de la Ciudad metropolitana
La Ciudad metropolitana de Milán utiliza el mismo escudo de la desaparecida Provincia de Milán, en el que aparece representado el sol, cargado con un creciente contornado (media luna) de plata en un campo de azur, el esmalte (color) de Europa y la Cruz de San Jorge, situada en el jefe. Existió otra versión anterior en la que figuraban los blasones de Abbiategrasso, Gallarate, Lodi, Monza, y Milán sobre el todo en escusón.

## Curiosidades
El biscione de armas de los Visconti figura en el escudo del equipo de fútbol Inter de Milán, en el logotipo del fabricante de automóviles Alfa Romeo y, en una versión que reemplaza al niño por una flor, por el grupo financiero Fininvest.